# Cardedu
Cardedu – miejscowość i gmina we Włoszech, w regionie Sardynia, w prowincji Nuoro. Graniczy z Bari Sardo, Gairo, Jerzu, Lanusei, Osini i Tertenia.
Według danych na rok 2004 gminę zamieszkiwało 1467 osób, 45,8 os./km².